# Ptuj (comune)
Ptuj (ufficialmente in sloveno Mestna občina Ptuj) è un comune cittadino (mestna občina) della Slovenia. Ha una popolazione di 23 162 abitanti ed un'area di 66,7 km². Appartiene alla regione statistica dell'Oltredrava. La sede del comune si trova nella città di Ptuj.

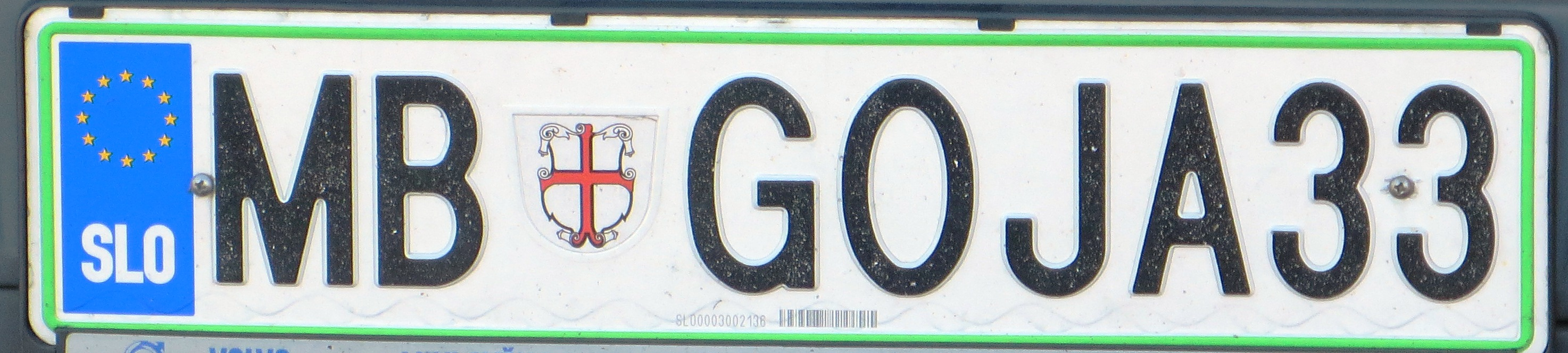
Targa del comune di Ptuj

## Geografia antropica

### Suddivisioni amministrative
Il comune cittadino di Ptuj è formato da 10 insediamenti (naselija):
- Grajena
- Grajenščak
- Kicar
- Krčevina pri Vurbergu
- Mestni Vrh
- Pacinje
- Podvinci
- Ptuj, insediamento capoluogo comunale
- Spodnji Velovlek
- Spuhlja

## Amministrazione
| Periodo | Periodo | Primo cittadino | Partito | Carica  | Note |
| ------- | ------- | --------------- | ------- | ------- | ---- |
| 1998    | 2002    | Miroslav Luci   |         | sindaco |      |
| 2002    | 2006    | Štefan Čela     |         | sindaco |      |
| 2006    | 2010    | Štefan Čela     |         | sindaco |      |
| 2010    | 2014    | Štefan Čela     |         | sindaco |      |
| 2014    | 2018    | ??              |         | sindaco |      |
|         |         | Nuška Gajšek    |         | sindaco |      |

### Gemellaggi
- Varasdino
- Burghausen
- Banská Štiavnica, dal 2002
- Saint-Cyr-sur-Loire, dal 1998
- Ohrid, dal 2006
- Aranđelovac